# Raimund Haberl
Raimund Haberl (* 29. August 1949 in Blumenthal, Zistersdorf) ist ein österreichischer Wasserwirtschaftler und ehemaliger Ruderer. Im Leichtgewichts-Einer war er zweimal (inoffizieller) Weltmeister.

## Sportliche Karriere
Im Leichtgewichtsrudern wurden von 1974 bis 1984 FISA-Meisterschaften ausgetragen, erst ab 1985 firmierten diese Meisterschaften offiziell als Ruder-Weltmeisterschaften. Bei der zweiten Austragung der FISA-Meisterschaften 1975 belegte Haberl den zweiten Platz hinter dem Schweizer Reto Wyss und vor dem US-amerikanischen Titelverteidiger William Belden. 1976 wurden die FISA-Meisterschaften auf dem Ossiacher See bei Villach ausgetragen und Haberl konnte vor heimischem Publikum den Titel im Einer vor dem Dänen Morten Espersen und dem Franzosen Roland Weill gewinnen.
Nach einem sechsten Platz 1977 und einem vierten Platz 1978 gewann Haberl seine nächste Medaille bei den FISA-Meisterschaften 1979, als er Bronze hinter William Belden und dem Kanadier Brian Thorne erhielt. 1981 erkämpfte Haberl eine weitere Bronzemedaille, diesmal hinter dem US-Amerikaner Scott Roop und Brian Thorne. Seinen zweiten Titel gewann Haberl 1982 auf dem Rotsee bei Luzern vor Scott Roop. 1983 belegte Haberl den sechsten Platz.
Da Leichtgewichts-Rudern in den 1970er und in den 1980er Jahren nicht olympisch war, hatte ein Leichtgewichtsruderer nur dann eine Chance auf eine Olympiateilnahme, wenn er mit den schwereren Ruderern gemeinsam antrat. Der nur 1,75 m große Raimund Haberl trat bei den Olympischen Spielen 1984 in Los Angeles im unlimitierten Einer an und belegte als Zweiter des B-Finales den achten Platz in der Gesamtwertung. 
Bei den Ruder-Weltmeisterschaften 1985 im belgischen Hazewinkel, der ersten offiziellen Leichtgewichts-Weltmeisterschaft gewann Haberl noch einmal Silber hinter dem Italiener Ruggero Verroca. 1991 erreichte Haberl sein letztes WM-Finale, er wurde Sechster mit dem österreichischen Leichtgewichts-Achter.

## Wissenschaftliche Laufbahn
Raimund Haberl stammt aus dem Weinviertel, studierte in Wien und war dann bis zu seiner Emeritierung Professor an der Universität für Bodenkultur Wien, dort war er Vorstand beim Institut für Siedlungswasserbau, Industriewasserwirtschaft und Gewässerschutz.